# Cyphon derelictum
Cyphon derelictum là một loài bọ cánh cứng trong họ Scirtidae. Loài này được Peyerimhoff miêu tả khoa học năm 1931.